# 宮城県東部地方振興事務所
東部地方振興事務所（とうぶちほうしんこうじむしょ、英語: Tobu Regional Promotion Office）は、宮城県石巻市にある宮城県の支庁（地方事務所）のひとつ。石巻圏・登米圏の3市1町を管轄しているが、登米圏の業務は東部地方振興事務所登米地域事務所に分掌されている。2024年7月5日現在の所長は石川佳洋である。

黄緑色の部分が石巻圏で、青色の部分が登米圏である。

## 業務内容
- 総務部
  - 県民サービスセンター
  - 総務班
  - 管理班
- 地方振興部
  - 商工・振興第一班
  - 振興第二班
- 農業振興部
  - 調整指導班
  - 農業振興班
  - 農業改良普及センター
    - 地域農業班
    - 先進技術第一班
    - 先進技術第二班
- 畜産振興部
  - 畜産振興班
- 農業農村整備部
  - 計画調整班
  - 農村振興班
  - 管理指導班
  - 農地整備第一班
  - 農地整備第二班
  - 農地整備第三班
  - 水利施設保全班
- 水産漁港部
  - 漁港管理班
  - 漁業調整班
  - 水産振興班
  - 漁港漁場第一班
  - 漁港漁場第二班
- 林業振興部
  - 林業振興班
  - 森林管理班
  - 森林整備班

## 登米地域事務所
登米地域事務所（とめちいきじむしょ、英語: Tome Regional Office）は東部地方振興事務所隷下の組織で登米圏の業務を担当する。

### 業務
- 総務部
  - 県民サービスセンター
  - 総務班
  - 管理班
- 地方振興部
  - 商工・振興班
- 農業振興部
  - 地域調整班
  - 農業改良普及センター
    - 地域農業班
    - 先進技術班
- 畜産振興部
- 農業農村整備部
  - 管理調整班
  - 農地整備第一班
  - 農地整備第二班
  - 水利施設保全班
- 林業振興部
  - 林業振興班
  - 森林整備班

## 沿革
- 1934年（昭和9年）7月1日 - 郡役所廃止に伴う地域県税事務掌握のために石巻市に石巻財務出張所が、佐沼町に佐沼財務出張所が設置される[5]。それぞれ管轄地域は石巻市・桃生郡・牡鹿郡・遠田郡と登米郡・本吉郡となっていた[5]。
- 1942年（昭和17年）7月1日
  - 財務出張所廃止[5]。
  - 石巻市に桃生牡鹿地方事務所が、佐沼町に登米地方事務所が設置される[5]。それぞれ管轄地域は石巻市・桃生郡・牡鹿郡・本吉郡十三浜村と登米郡となっていた[5]。
- 1955年（昭和30年）10月20日 - 地方事務所が県出張所に改められる[5]。
- 1958年（昭和33年）8月1日
  - 県出張所廃止[5]。
  - 石巻市に石巻県税事務所が、迫町に迫県税事務所が設置される[5]。それぞれ管轄地域は石巻市・桃生郡・牡鹿郡と登米郡となっていた[5]。
- 1982年（昭和57年）8月1日
  - 県税事務所廃止[5]。
  - 石巻市に石巻地方県事務所が、迫町に迫地方県事務所が設置される[5]。それぞれ管轄地域は石巻市・桃生郡・牡鹿郡と登米郡となっていた[5]。
- 2004年（平成16年）4月1日
  - 石巻地方県事務所（税務部除く）と石巻産業振興事務所、石巻水産事務所、石巻漁港事務所の業務が統合され、石巻地方振興事務所が、迫地方県事務所（税務部除く）と迫地方産業振興事務所の業務が統合され、迫地方振興事務所が設置された[6][7]。
- 2005年（平成17年） - 登米市発足を受けて迫地方振興事務所が登米地方振興事務所となる[8]。
- 2008年（平成20年）4月 - 石巻地方振興事務所と登米地方振興事務所が合併し、東部地方振興事務所が設置される[9]。
- 2018年（平成30年）
  - 3月 - 石巻市東中里一丁目にあった宮城県石巻合同庁舎が石巻市蛇田字新沼田に移転するのに伴い、東部地方振興事務所も新庁舎へと移転する[10][11]。
  - 8月25日 - 蛇田における区画整理事業実施により、石巻合同庁舎の住所が石巻市あゆみ野五丁目7番地となる[11]。

## 管内市町村
- 石巻市
- 東松島市
- 登米市
- 牡鹿郡
  - 女川町

## 所在地
- 東部地方振興事務所 - 石巻市あゆみ野五丁目7番地（石巻合同庁舎内）[1][12]
- 東部地方振興事務所登米地域事務所 - 登米市迫町佐沼字西佐沼150-5（登米合同庁舎内）[1][13]